# Siegel Palaus
Die Republik Palau führt kein Staatswappen im eigentlichen Sinne. Stattdessen wird das Siegel des Parlamentes als Hoheitszeichen verwendet.

## Beschreibung
Das Design des Siegels lehnt sich an das aus dem Jahre 1955 stammende Hoheitszeichen des Treuhandgebiets Pazifische Inseln an, das 1947 vom UN-Treuhandrat den Vereinigten Staaten zur Verwaltung übergeben wurde.
Das blau-weiße Siegel zeigt ein traditionelles Versammlungszentrum, worin sich die Volksvertreter versammeln und die gemeinsamen Feste stattfinden. Die 18 Steine unter dem Versammlungshaus stehen für die 18 Teilrepubliken Palaus.
Auf dem Ring, welcher das Siegel umrandet, steht der in der oberen Hälfte der Name des Parlaments in Palauischer Sprache: Olbiil era Kelulau, wörtlich: „Haus der besprochenen Entscheidungen“.
In der unteren Hälfte zeigt das Siegel den Namen des Landes in englischer Sprache: Republic of Palau.
Das Regierungssiegel, das vom Staatspräsidenten und den Auslandsvertretungen Palaus verwendet wird, zeigt ein ähnliches, in Details jedoch abweichendes Erscheinungsbild.